# Saurauia urdanetensis
Saurauia urdanetensis är en tvåhjärtbladig växtart som beskrevs av Adolph Daniel Edward Elmer. Saurauia urdanetensis ingår i släktet Saurauia och familjen Actinidiaceae. Inga underarter finns listade i Catalogue of Life.